# Calliphora algira
Calliphora algira är en tvåvingeart som först beskrevs av Macquart 1843.  Calliphora algira ingår i släktet Calliphora och familjen spyflugor. Inga underarter finns listade i Catalogue of Life.